# Giorgio Cagnotto
Giorgio Cagnotto (Turín, Italia, 2 de junio de 1947) es un clavadista o saltador de trampolín italiano especializado en trampolín de 3 metros, donde consiguió ser medallista de bronce mundial en 1978.

## Carrera deportiva
En el Campeonato Mundial de Natación de 1978 celebrado en Berlín (Alemania), ganó la medalla de bronce en el trampolín de 3 metros, con una puntuación de 845 puntos, tras el estadounidense Phil Boggs (oro con 913 puntos) y el alemán Falk Hoffmann  (plata con 873 puntos).